# Saber Strike
Saber Strike är en Nato- och USA-ledd militär markövning i Baltikum och Polen, som äger rum den 1-26 juni 2015. Cirka 6 000 soldater och officerare från 13 Nato-länder och deras partner deltar i övningen.
Parallellt med Saber Strike genomförs också Natos marina militärövning Baltops 2015 i Östersjön, i vilken Sverige deltar.